# Svolvær
Svolvær (samisk: Spållavuolle eller Suolu-vær = "Ø-vejret") er en by og administrationscenter i Vågan kommune i Nordland. Byområdet Svolvær har 7.814 indbyggere per 1. januar 2012.
Svolvær var tidligere en bykommune, men blev slået sammen med Vågan og Gimsøy kommuner til Vågan kommune i 1964. Svolvær fik sin bystatus tilbage 17. maj 1996. 
Lokalavisen Lofotposten har hovedkvarter i Svolvær. 

## Stedet
Byen har dagligt anløb af Hurtigruten og daglig afgang med hurtigbåd til Bodø og Hamarøy, tidligere også til Narvik. Den er nu erstattet af bus langs en ny vej som blev åbnet 1. december 2007. Byen har også dagligt anløb af færge til Hamarøy. Svolvær Lufthavn, Helle, har flere daglige afgange til Bodø og Leknes. Fra Bodø er der korresponderende flyafgange til resten af landet.
Svolvær er Lofotens største befolkningsområde. Svolvær huser Lofoten tingret. Samtidig er hele kommunen en af Nord-Norges vigtigste kunstnerkommuner. I Kabelvåg findes Nordland kunst- og filmfagskole og flere gallerier og museer. Nordnorsk Kunstnersenter findes også i Svolvær. Værkstedsindustrien er den største i Nord-Norge. Vågan kommune er også en af Norges store opdrætskommuner med store mængder fiskeopdræt, hvis eksportværdi var omkring 550 mio. NOK 1994.
En af de mest kendte fjeldtoppe ved Svolvær er Svolværgeita (= Svolværgeden), som er Svolværs kendemærke og første gang blev besteget i 1910. Et andet fjeld er Vågakallen, som ligger mellem Kabelvåg og Henningsvær, hvis tinde er 942 moh. I følge gamle sagn er Vågakallen den tidligere konge i Lofoten, som blev til sten efter at have mødt solen.

### Luftspejlingen i 1998
I sommervarmen i august 1998 optrådte en luftspejling, der fik lokalbefolkningen til at tro, at Svolværgeita var ved at rase sammen. Den dramatiske melding blev udsendt på NRK radio, og fjernsynsstationer og avisfolk blev fløjet ind til Lofoten. Statsmeteorologen kunne berolige folk med, at en lufthildring havde spillet folk et puds, fremkaldt af lysbrydning mellem varm og kold luft, da solen skinnede på en meget varm bjergvæg, så det så ud, som om "gedens" venstre horn lænede sig mod det højre horn. Ansvarlig i Vågan kommune havde sendt en alpin redningsgruppe op i bjerget; alle klatrende på vej opad blev standset; og beredskaben forberedte sig på evakuering af boligerne under bjerget. 
|  |

## Historie
Den ældste boplads i Svolvær, Øvreværet, ligger ved foden ad Svolværgeita og er fra tidlig bronzealder. Bopladser i huler er typiske for området, hvor jagt og fangst har været hovednæring. 
I skriftlige kilder er Svolvær omtalt første gang i midten af 1500-tallet som en gård i kongens eje. Tidligt i 1900-tallet gik Svolvær fra at være et af mange fiskevær i Lofoten til at blive et byområde med stor befolkningsvækst og stærk økonomisk vækst. I 1918 fik Svolvær bystatus.

## Kendte personer fra Svolvær
- Håkon Kyllingmark, statsråd, politiker (1915–2002)
- Jack Berntsen, visesanger (1940–2010)
- Ola Bremnes, sanger og sangskriver (1955–)
- Kari Bremnes, sanger og sangskriver (1956–)
- Lars Bremnes, sanger og sangskriver (1964–)
- Gunnar Berg, maler (1863–1893)
- Dagfinn Bakke, billedkunstner og illustrator (født 1933), bosat i Svolvær

## Galleri
- "Svolvær med Hotel Lofoten". Fotokrom (foto som håndkoloreret litografi) fra omkring 1900
- Fotokrom af Svolvær omkring 1900 
Foto: Biledesamlingen i Library of Congress
- Stereoskopisk dobbeltbillede af "pittoreske Svolvær" omkring 1902 
Foto: Underwood & Underwood / Nasjonalbiblioteket
- Postkort som viser "parti af Svolvær". Kortet blev sendt til USA i 1930.